# Commentaar (journalistiek)
Het commentaar of editoriaal is in de journalistiek de hoofdredactionele opinie; een essayistisch betoog van hooguit 500 woorden.
Het is een tekstvorm met een doorgaans politieke strekking over de actualiteit. In dit genre staat niet de mening van derden of van een lezer centraal maar een stellingname van de hoofdredactie van het medium zelf. Met die opvatting draagt zij de maatschappelijke visie uit van haar krant, tijdschrift, radio- of televisiezender of omroep.
Voor meer betekenissen van de term commentaar in de journalistiek zie hierna de paragraaf Trivia en verwante betekenissen.

## Commentaar (onder)scheiden van feiten
Meningen en een zakelijke weergave van de feiten laten zich niet gemakkelijk scheiden. Volstrekte objectiviteit bestaat dan ook niet. Zelfs een redactie die in de aanhef van zijn commentaar aangeeft louter in het belang van het eigen land te werken, maakt al bij de nieuwsselectie politieke keuzes en legt hiermee meningsvormende accenten vast. Zo duidt het woord Midden-Oosten al op een westerse oriëntatie. Het Duitse gezegde Standort bestimmt Standpunkt wijst er op dat alleen al de plaats van waarneming (Standort) grote invloed heeft op het standpunt van een journalistiek commentator. Om feiten beter van meningen te kunnen onderscheiden gebruiken kranten speciale rubrieken voor het eigen commentaar en voor opinies van anderen. Ook bij de toepassing van hoor en wederhoor in de journalistiek worden vele gezichtspunten bedoeld of onbedoeld benadrukt of achterwege gelaten. Een absoluut gebod in de mainstream journalistiek is evenwel dat berichtgeving zo neutraal mogelijk dient te zijn en dat deze gescheiden wordt gepresenteerd van het subjectieve commentaar. Om die reden worden feiten en meningen vaak op verschillende pagina's of in aparte rubrieken behandeld. Comment is free, but facts are sacred, is een gevleugelde uitdrukking uit de Britse krant The Guardian om te onderstrepen dat in de journalistiek feiten en reacties een aparte behandeling verdienen.

## Plaats en betekenis
Soms staat het commentaar prominent op een speciale opiniepagina te midden van andere meningvormende artikelen en ingezonden brieven, bij het Franse Le Monde komen we het Éditorial zelfs tegen op de voorpagina. Vroeger openden bepaalde kranten ermee. Daarom wordt het soms nog steeds het hoofdartikel genoemd, het leidende artikel.
Het hoofdredactionele commentaar wordt beschouwd en vaak ook gepresenteerd als de belangrijkste opinie van een krant of tijdschrift, soms met een verwijzing erbij naar de beginselverklaring van het medium. Het stuk  wordt geacht de opvattingen te weerspiegelen van de gehele hoofdredactie. De Nederlandse commentator G.B.J. Hiltermann eindigde zijn gesproken bijdrage steevast met als laatste woorden '...de toestand in de wereld' waardoor deze afsluiting het karakter van een signatuur kreeg. Andere bekende Nederlandse commentatoren van het einde van de twintigste eeuw waren Karel Roskam en H.J. Neumann. Het commentaar in de geschreven pers kan voorzien zijn van de naam of initialen van de commentator, maar is meestal ongesigneerd.

## Verschil met duiding en achtergrond
Het commentaar is een zelfstandig journalistiek genre en wordt onderscheiden van duiding en achtergrond. Het televisiejournaal gaat primair in op het (snelle) nieuws en bevat in Nederland en België geen uitgesproken commentaar van of namens de redactie zelf, wel kruisgesprekken tussen een presentator en een verslaggever, correspondent of deskundige die duiding en achtergronden bij het nieuws verschaft. De meeste actualiteitenrubrieken (Nederland) of duidingsprogramma's (Vlaanderen) hebben vaak meer tijd om hun producties voor te bereiden en kunnen iets dieper ingaan op de achtergronden bij het nieuws. Het functieonderscheid tussen nieuws- en achtergrondprogramma's vervaagt. Als er al sprake is van expliciet commentaar, dan wordt de term gebruikt voor een externe deskundige die om een reactie wordt gevraagd.

## Verschil met nieuwsanalyse
Ook de grens tussen nieuws en de analyse ervan is niet altijd scherp te trekken: in de samenstelling nieuwsanalyse lopen ze in elkaar over. Het interne stijlboek van NRC Handelsblad: de nieuwsanalyse "is meer dan het nieuws, bevat meer duiding, maar geen opinie. De pretentie is om de beschikbare feiten in perspectief te zetten en daarmee van een analyse te voorzien, maar wel geobjectiveerd. De nieuwsanalyse mag prikkelen, maar de duiding moet aannemelijk zijn, niet particulier." Bij het verzorgen van een nieuwsanalyse, en ook bij duiding en achtergrond, gaat het om de koppeling met andere nieuwsfeiten, het schetsen van de context, betekenisgeving, de weergave van standpunten, het aanbrengen van logische verbanden en om andere vormen van verklaring en toelichting. Bij het commentaar staat evenwel niet het beschouwende, maar het beoordelende centraal: het gaat om de journalistieke stellingname over een nieuwsfeit uitmondend in een enkelvoudige conclusie.

## Trivia en verwante betekenissen
- We spreken in de mediawereld ook van commentaar als het gaat over de vertelstem die uitleg geeft bij beelden over bijvoorbeeld een nieuwsfeit, sportwedstrijd of documentaire. In vakkringen: de voice-over.
- Commentaar is in de journalistiek ook een synoniem voor reacties van derden: "Onze verslaggever peilde het commentaar in de stad X".
- "Geen commentaar" is een vaste uitdrukking, afkomstig van iemand die desgevraagd weigert publiekelijk te reageren.
- Dezelfde ontkenning "Geen commentaar", ook wel in het Engels "No comment", wordt geprojecteerd onder persfoto's en bewegende beelden die geen tekstuele uitleg behoeven omdat ze voor zichzelf spreken.
- Een weblog van een journalist bevat doorgaans ook een (persoonlijk getint) commentaar op de actualiteit.
- Dr. Clavan is een humoristisch personage uit de tv-serie Keek op de week die nietszeggend commentaar gaf op het nieuws. Hij deed dat voornamelijk door de vraag omstandig te herhalen. Het typetje was gebaseerd op buitenlandcommentator Aad Kamsteeg van de Nederlandse Evangelische Omroep.